# Долішнє Ізворово
Долішнє І́зворово (болг. Долно изворово) — село в Старозагорській області Болгарії. Входить до складу общини Казанлик.

## Населення
За даними перепису населення 2011 року у селі проживала 541 особа.
Національний склад населення села:
| Національність   | Кількість осіб | Відсоток |
| ---------------- | -------------- | -------- |
| болгари          | 322            | 64,3%    |
| турки            | 157            | 31,3%    |
| цигани           | 3              | 0,6%     |
| інша             | 12             | 2,4%     |
| не визначились   | 7              | 1,4%     |
| Всього відповіли | 501            |          |

Розподіл населення за віком у 2011 році:
Динаміка населення: